# Samsung Galaxy A10
O Samsung Galaxy A10 é um smartphone Android desenvolvido e fabricado pela Samsung Electronics. Faz parte da série Galaxy A, que é voltada para o mercado intermediário. Foi lançado em março de 2019.

## Software
O smartphone sai de fábrica com sistema operacional móvel Android 9 (Pie) com a interface One UI da Samsung.